# Keväjärvi
Keväjärvi är en by i Enare kommun i Lappland i Finland, som huvudsakligen befolkas av skolter.
Vid fortsättningskriget evakuerades invånarna i de tre skoltsamiska samebyarna i Petsamo till Enare kommun i Lappland, Finland i Lappland, till platserna Sevettijärvi, Nellim och Keväjärvi. Skolterna från Pasvikdalen  kom till Keväjärvi.
Byn hade 185 invånare 2005.